# Sebastien Pineau
Sebastien Gerard Pineau Flores (Santiago de Chile, 20 de enero de 2003) es un futbolista chileno-peruano-francés. Juega como delantero y su equipo actual es el Recreativo de Huelva de la Primera Federación de España.

## Trayectoria
De padre francés y madre peruana, nació en Santiago de Chile. Cuando tenía 4 años de edad, sus padres decidieron mudarse a Trujillo. Motivado por la experiencia de su madre, quien jugaba fútbol a nivel universitario, a los 8 años ingreso a una academia de fútbol en Trujillo.
En 2015, con 12 años, ingresó a las divisiones menores de Alianza Lima. A principios de 2019, estuvo semanas entrenando en España con el U. E. Cornellà, debiendo regresar a Alianza Lima por motivos contractuales y familiares. Para afrontar la temporada 2021, fue cedido en préstamo a la Universidad César Vallejo, donde hace su debut profesional. 
En el año 2022, regresa al club victoriano donde logra campeonar el Torneo de Promoción y Reserva siendo goleador y anotando el único tanto en la final contra Ayacucho FC, asegurando 2 puntos claves que se le otorgaron al primer equipo para poder alcanzar el título de Liga 1. También en el mismo año hace su debut oficial con el cuadro blanquiazul contra Cienciano, ingresando en reemplazo de Jairo Concha. Además, campeona el torneo Clausura y la Liga 1 de dicha temporada.
El 23 de febrero, se anunció su fichaje en el Austin FC estadounidense, quien envió al delantero al segundo equipo para disputar la MLS Next Pro. Logrando coronarse como campeón y segundo máximo goleador en su primer año. En diciembre de 2024, el Austin FC terminó contrato con Pineau y volvió al Perú en calidad de agente libre.
En abril de 2025, fichó por el Recreativo de Huelva que milita en la Primera Federación, correspondiente a la tercera categoría del sistema de ligas de fútbol español.

## Selección nacional

### Selecciones menores
Debido su ascendencia, puede jugar por las selecciones de Chile, Perú y Francia. Tras defender los colores de las Selecciones sub-20 de Chile y Perú, en septiembre de 2022 aceptó jugar por la selección chilena sub-20 los Juegos Suramericanos de 2022. En enero del 2023 fue parte de la Selección del Perú que disputó el Campeonato Sudamericano de Fútbol Sub-20 de 2023.

## Estadísticas

### Clubes
| Club                                 | País           | Año       |
| ------------------------------------ | -------------- | --------- |
| Alianza Lima                         | Perú           | 2020-2021 |
| → Universidad César Vallejo (cedido) | Perú           | 2021      |
| Alianza Lima                         | Perú           | 2022-2023 |
| Austin FC II                         | Estados Unidos | 2023-2024 |
| Recreativo de Huelva                 | España         | 2025-act. |

## Palmarés

### Torneos nacionales
| Título                    | Club         | País           | Año  |
| ------------------------- | ------------ | -------------- | ---- |
| MLS Next Pro              | Austin FC II | Estados Unidos | 2023 |
| Primera División del Perú | Alianza Lima | Perú           | 2022 |
| Torneo de Reservas        | Alianza Lima | Perú           | 2022 |

### Torneos cortos
| Título          | Club         | País | Año  |
| --------------- | ------------ | ---- | ---- |
| Torneo Clausura | Alianza Lima | Perú | 2022 |

### Distinciones individuales
| Distinción                      | Club         | País | Año  |
| ------------------------------- | ------------ | ---- | ---- |
| Goleador del Torneo de Reservas | Alianza Lima | Perú | 2022 |